# Dejan Janjatović
Dejan Janjatović (Slavonski Brod, 25 febbraio 1992) è un ex calciatore serbo naturalizzato tedesco, di ruolo centrocampista.

## Carriera

### Club
Il 1º febbraio 2012 viene acquistato a titolo definitivo per 50.000 euro dalla squadra svizzera del San Gallo.